# Hanchir Toumghani
Hanchir Toumghani (em árabe: هنشير تومغانى) é uma comuna localizada na província de Oum El Bouaghi, Argélia. De acordo com o censo de 2008, a população total da cidade era de 23 159 habitantes.